# Olaf Prenzler
Olaf Prenzler (ur. 2 kwietnia 1958 w Käsdorf) – niemiecki lekkoatleta sprinter reprezentujący NRD, mistrz Europy.

## Kariera zawodnicza
Prenzler rozpoczął karierę międzynarodową od zdobycia srebrnego medalu w biegu na 100 metrów na mistrzostwach Europy juniorów w 1977 w Doniecku. Podczas mistrzostw Europy seniorów w 1978 w Pradze wywalczył dwa srebrne medale: w biegu na 200 metrów (za Pietro Menneą) i w sztafecie 4 × 100 metrów (biegła w składzie: Manfred Kokot, Eugen Ray, Prenzler i Alexander Thieme). Na halowych mistrzostwach Europy w 1979 w Wiedniu odpadł w półfinale biegu na 60 metrów. Na igrzyskach olimpijskich w 1980 w Moskwie odpadł w półfinale biegu na 200 metrów. 9 lipca 1982 sztafeta 4 × 100 metrów w składzie Thomas Schröder, Detlef Kübeck, Prenzler i Frank Emmelmann ustanowiła wynikiem 38,29 s rekord NRD, który do 2012 był rekordem Niemiec.
Na mistrzostwach Europy w 1982 w Atenach Prenzler zdobył dwa medale: złoty w biegu na 200 metrów i srebrny w sztafecie 4 × 100 metrów (biegła w składzie: Kübeck, Prenzler, Thomas Munkelt i Frank Emmelmann). Zajął również 6. miejsce w finale biegu na 100 metrów.
Reprezentacja NRD zbojkotowała letnie igrzyska olimpijskie w 1984 w Los Angeles. Na alternatywnych zawodach Przyjaźń-84 w Moskwie Prenzler zajął 3. miejsce na 200 metrów. 
Na halowych mistrzostwach Europy w 1985 w Pireusie zajął 2. miejsce w biegu na 200 metrów. Na mistrzostwach Europy w 1986 w Stuttgarcie zdobył srebrny medal w sztafecie 4 × 100 metrów (w składzie: Schröder, Steffen Bringmann, Prenzler i Emmelmann). Indywidualnie był siódmy w finale biegu na 200 metrów.
Prenzler był mistrzem NRD na 100 metrów w 1979 i wicemistrzem w 1982. Na 200 metrów był mistrzem w 1978 i 1983, wicemistrzem w 1979, 1980, 1985, 1986 i 1988, a także brązowym medalistą w 1981. Zdobył również mistrzostwo NRD w sztafecie 4 × 100 metrów w 1981 i 1985 oraz wicemistrzostwo w 1978. W hali był wicemistrzem NRD na 60 metrów w 1979 oraz brązowym medalistą w 1985, a także mistrzem na 200 metrów w latach 1985-1987.

## Rekordy życiowe
| Konkurencja               | Data i miejsce          | Wynik |
| ------------------------- | ----------------------- | ----- |
| bieg na 60 metrów (hala)  | 24 lutego 1979, Wiedeń  | 6,75  |
| bieg na 100 metrów        | 13 czerwca 1979, Drezno | 10,28 |
| bieg na 100 metrów (hala) | 7 lutego 1979, Berlin   | 10,43 |
| bieg na 200 metrów        | 9 września 1982, Ateny  | 20,46 |
| bieg na 200 metrów (hala) | 2 marca 1985, Pireus    | 20,81 |